# Бура (Калганский район)
Бура — село в Калганском районе Забайкальского края России. Административный центр сельского поселения «Буринское».

## География
Село находится в юго-восточной части района, в левобережной части долины реки Аргунь, вблизи государственной границы с Китаем, на расстоянии примерно 41 километра (по прямой) к юго-востоку от села Калга. Абсолютная высота — 505 метров над уровнем моря.
Климат
Климат характеризуется как резко континентальный. Средняя температура самого холодного месяца (января) составляет −26 — −28°С, температура самого тёплого (июля) — 18 — 20°С. Среднегодовое количество атмосферных осадков составляет 350—500 мм.
Часовой пояс
Село Бура находится в часовой зоне МСК+6. Смещение применяемого времени относительно UTC составляет +9:00.

## История
Основано в 1727 году как казачий караул. По состоянию на 1851 год, посёлок в составе Забайкальского казачьего войска. В 1929 году, в период коллективизации, были организованы коммуна «Коминтерн» и колхоз «Красный партизан».

## Население
| 1989 | 2002 | 2010 | 2012 | 2013 | 2014 | 2015 |
| ---- | ---- | ---- | ---- | ---- | ---- | ---- |
| 955  | ↘817 | ↘629 | →629 | ↘614 | ↘605 | ↘583 |
| 2017 | 2021 |      |      |      |      |      |
| ↘558 | ↘518 |      |      |      |      |      |

Половой состав
По данным Всероссийской переписи населения 2010 года в гендерной структуре населения мужчины составляли 50,4 %, женщины — соответственно 49,6 %.
Национальный состав
Согласно результатам переписи 2002 года, в национальной структуре населения русские составляли 95 % из 817 чел.

## Инфраструктура
В селе функционируют средняя общеобразовательная школа и детский сад.

## Улицы
Уличная сеть села состоит из пяти улиц.